# Eric van Woerkom
Eric van Woerkom (26 aprile 1947) è un ex cestista olandese.

## Carriera
Con i Paesi Bassi ha disputato i Campionati europei del 1967.